# Columbo: Mord in Pastell
Mord in Pastell (Originaltitel: Suitable for Framing) ist eine erstmals im Rahmen der NBC-Mystery-Movie-Serie gesendete Episode der Kriminalfilm-Reihe Columbo aus dem Jahr 1971. Die deutschsprachige Erstausstrahlung der vierten Folge der ersten Staffel folgte 1975 im Deutschen Fernsehen. Der polnisch-US-amerikanische Schauspieler Ross Martin verkörpert als Kunstkritiker und Doppelmörder Dale Kingston den Gegenspieler von Inspektor Columbo, dargestellt von Peter Falk.

## Handlung
Der Multimillionär und Kunstsammler Randy Matthews hat sich entschlossen, sein Testament zu ändern. Sein Neffe Dale Kingston, ein anerkannter Kunstkritiker, soll nicht länger als Haupterbe eingesetzt werden. Bei einem Besuch erschießt Kingston seinen Onkel in dessen Villa und bedeckt den leblosen Körper zur Verschleierung des Todeszeitpunktes mit einer Heizdecke. Anschließend verwüstet er das Wohnzimmer, entwendet einige Gemälde und präpariert das Schloss der Terrassentür, um einen Raubmord vorzutäuschen. Kurz darauf erscheint die Kunststudentin Tracy O’Connor, seine Geliebte und Komplizin. Während Kingston zu einer Vernissage fährt und sich dort mehrmals die genaue Uhrzeit für sein Alibi bestätigen lässt, wartet O’Connor auf das planmäßige Eintreffen des Sicherheitsdienstes am späten Abend. Als dieser das Haus kontrolliert, entfernt sie die Decke, gibt einen Schuss ab und flüchtet durch den Garten. Mit sich führt sie zwei Pastellzeichnungen von Edgar Degas im Wert von über 500.000 US-Dollar, auf die Kingston ein besonderes Augenmerk gelegt hat. Der Wachmann findet die Leiche und alarmiert die Polizei.
Nachdem Kingston über die Ereignisse informiert worden ist, begibt er sich umgehend zum Tatort. Inspektor Columbo geht von zwei beteiligten Tätern aus, da andernfalls das Alarmsystem hätte auslösen müssen. Ferner legt die Zeugenaussage des Wachmannes nahe, dass es sich bei der flüchtenden Person um eine Frau handelt, die mit ihren hohen Absätzen ein charakteristisches Geräusch auf der abwärts führenden Treppe im Garten verursachte. Zudem zeige das Muster des Diebstahles Ungereimtheiten, da zunächst einige weniger wertvolle Gemälde ausgerahmt wurden, bevor die Diebe die beiden Werke von Degas mitnahmen. Der Inspektor ordnet nach Rücksprache mit Kingston eine Telefonüberwachung als Vorbereitung für potenzielle Lösegeldforderungen an. Doch Kingston plant von Anfang an, seiner flatterhaften Tante Edna Matthews den Mord anzuhängen, die sich vor Jahren von ihrem Ehemann scheiden ließ und in Fußnähe unterhalb der Villa des Opfers wohnt. Er trifft sich mit O’Connor außerhalb der Stadt, nimmt die Pastelle und die Tatwaffe an sich und erschlägt die Mitwisserin. Zwischenzeitlich hat sich Columbo Zugang zu dessen Haus verschafft, um angeblich einige Kunstbücher anzusehen. Nach einem belanglosen Gespräch mit dem überraschten Rückkehrer greift er neugierig in die Mappe, in der sich die gestohlenen Bilder befinden. Eine Ansicht des Inhaltes bleibt ihm verwehrt, weil im selben Augenblick der tödliche Autounfall einer jungen Studentin telefonisch gemeldet wird. Bei den nachfolgenden Recherchen kann der Inspektor jedoch keine Verbindung zwischen ihr und Kingston herstellen.
Im Rahmen der Testamentseröffnung durch den Anwalt Frank Simpson stellt sich heraus, dass Edna die gesamte Kollektion erbt. Nach ihrer Aussage beabsichtigte der Verstorbene, seine Privatsammlung der Öffentlichkeit zugänglich zu machen. Da kein weiteres Vermögen vorhanden ist, fehlt dem Hauptverdächtigen plötzlich jegliches Motiv. Für Edna wird die Lage hingegen ernst: In ihrem Garten wird sowohl die Tatwaffe als auch Packpapier gefunden, in welches das Diebesgut eingewickelt war. Columbo glaubt dennoch an ihre Unschuld. Auf Anraten von Kingston veranlasst der einflussreiche Simpson daraufhin eine Hausdurchsuchung bei seiner Tante, ohne den Inspektor in die Entscheidung einzubinden. Auf diese Weise soll Edna im Vorfeld möglicher staatsanwaltschaftlicher Ermittlungen von allen Vorwürfen entlastet werden. Kingston versteckt die Pastelle in Ednas Wäscheschrank, wo sie von den Beamten wie vorgesehen entdeckt werden. Verärgert über die Missachtung des Dienstweges eilt Columbo mit Verspätung hinzu. Er lässt die sichergestellten Bilder nach Fingerabdrücken untersuchen – aber nicht die von Kingston, sondern seine eigenen. Er erzählt dem konsternierten Gegenüber von jenem Abend, als er sich für die Portfolio-Mappe interessierte und dabei absichtlich die beiden Kunstwerke berührte. Wenn Edna tatsächlich für den Diebstahl verantwortlich ist, wie konnten dann seine Fingerabdrücke auf die Beweisstücke gelangen? Kingston sucht nach einem letzten Ausweg und behauptet, der Inspektor habe die Spuren erst kürzlich hinterlassen. Columbo nimmt seine Hände aus den Manteltaschen, die er während der Befragung dort verborgen hat. Er trägt Handschuhe.

## Produktion
Die Dreharbeiten von Mord in Pastell fanden im Juli und August 1971 direkt im Anschluss an der Produktion der Episode Schritte aus dem Schatten statt.
William Link, einer der beiden geistigen Väter der Fernsehreihe, äußerte sich anerkennend über den Drehbuchautor Jackson Gillis, der über dieses Erstlingswerk hinaus die Vorlagen zu zahlreichen weiteren Episoden schrieb: „Jackson konnte sich ein paar wundervolle Indizien einfallen lassen. Dick [Richard Levinson] und ich hatten an einem Indiz mithilfe von Fingerabdrücken gearbeitet. Wir kamen jedoch einfach nicht weiter. Jackson kam dann auf die Idee, dass Columbos Fingerabdrücke der entscheidende Hinweis seien. Er hat Dick und mich bei „Mord in Pastell“ wirklich gerettet. Wir waren bereit, ihn zu küssen. […] Sehen Sie, die meisten Krimiautoren fangen zuerst mit dem Ende an. Man schreibt rückwärts. Aber in Columbo musste man mit einem interessanten Bösewicht und einem perfekten Verbrechen beginnen. Wir haben selten vom Ende aus rückwärts gearbeitet.  Wegen Jackson besitzt „Mord in Pastell“ eine der besten finalen Auflösungen der gesamten Serie.“
Die US-amerikanische Schauspielerin Rosanna Huffman, Darstellerin der Geliebten und Komplizin des Mörders, war mit Richard Levinson verheiratet, neben William Link der Erfinder der Figur Columbo. In einer Nebenrolle als Aktmodell ist Katherine Darc zu sehen. Darc wurde bereits in der zuvor gedrehten Episode Schritte aus dem Schatten als Nebendarstellerin in der Rolle einer Boutiqueverkäuferin eingesetzt.
Peter Falk und Ross Martin kannten sich bereits aus Kindheitstagen, beide Väter waren polnischstämmige Juden mit weitverzweigten europäischen Wurzeln. Im Alter von 13 Jahren lernte Falk seinen späteren Filmpartner auf der Bühne anlässlich einer Musical-Aufführung in einem Feriencamp kennen. In der 1965  veröffentlichten Filmkomödie Das große Rennen rund um die Welt standen beide gemeinsam vor der Kamera. Als die Karriere von Martin anschließend stagnierte, verschaffte ihm Falk aus alter Verbundenheit die Rolle des Antagonisten in dieser Episode.
Der englische Originaltitel Suitable for Framing kann zumindest doppeldeutig interpretiert werden: Vordergründig bezieht sich die naheliegende Übersetzung „passend zum Einrahmen“ auf die Gemäldesammlung des ermordeten Rudy Matthews. Das Wort „to frame“ bedeutet aber auch „jemanden etwas anhängen“,  womit Edna Matthews gemeint ist, die aus Sicht des Täters aufgrund ihres zerstreuten Charakters „passend“ erscheint, um ihr mit fingierten Beweisen den Mord an Rudy Matthews „anzuhängen“.

## Besetzung und Synchronisation
Die deutschsprachige Synchronfassung entstand im Jahr 1973 bei der Lingua Film in München unter der Dialogregie und nach einem Dialogbuch von Gert Rabanus.
| Figur                | Darsteller      | Deutscher Sprecher |
| -------------------- | --------------- | ------------------ |
| Lieutenant Columbo   | Peter Falk      | Klaus Schwarzkopf  |
| Gaststars            |                 |                    |
| Dale Kingston        | Ross Martin     | Manfred Schott     |
| Frank Simpson        | Don Ameche      | Benno Sterzenbach  |
| Edna Matthews        | Kim Hunter      | Edith Heerdegen    |
| Weitere Darsteller   |                 |                    |
| Tracy O’Connor       | Rosanna Huffman | Lis Verhoeven      |
| Mitilda              | Joan Shawlee    |                    |
| Captain Tyler        | Barney Phillips | Horst Naumann      |
| Vermieterin          | Mary Wickes     | Ilse Künkele       |
| Sam Franklin         | Vic Tayback     | Benno Hoffmann     |
| Ältere Dame          | Sandra Gould    |                    |
| Evans                | Curt Conway     | Leo Bardischewski  |
| Polizist             | Claude Johnson  |                    |
| Parkplatzwächter Joe | Dennis Rucker   |                    |

## Rezeption
Die Fernsehzeitschrift TV Spielfilm vergab eine positive Wertung (Daumen hoch): „Raffinierter Fall mit oberschlauer Lösung. […] Peter Falk in Topform, eine oberschlaue Auflösung, […] – dieser Columbo ist ein Highlight der ersten Staffel. Und die war die beste…“
Der Autor Mark Dawidziak stellte die hochkarätige Schauspielerriege heraus: „Unter der Regie des Fernsehveteranen Hy Averback profitiert „Mord in Pastell“ […] auch von einem der überzeugendsten Schauspielerensembles, die jemals für einen Columbo zusammengestellt wurde. Vic Tayback […] hat einige schöne Momente als Avantgarde-Künstler Sam Franklin. Falk hat eine wunderbare Szene, in der Columbo, völlig aus der Fassung gebracht und peinlich berührt von der Anwesenheit eines Aktmodells, Franklin zu befragen versucht. Die wunderbare Charakterdarstellerin Mary Wickes hat einen Cameo-Auftritt als Tracy O’Connors geschwätzige Vermieterin. Joan Shawlee […] spielt die extravagante Kunstgaleristin Mitilda. Kim Hunter […] verkörpert eine liebenswerte Edna. Don Ameche […] wie gewohnt aufrichtig und voller Würde in seiner Rolle als Frank. Und Ross Martin […] ist eine weitere würdige Ergänzung in Columbos Schurkengalerie.“
Der Autor Michael Striss hingegen war anderer Meinung und wertete lediglich mit einem von vier Sternen (mangelhaft). Er kritisierte insbesondere die konstruiert wirkende Figur des Widersachers: „Über ein dürftiges Mittelmaß kommt diese Episode nicht hinaus. Ross Martin kann als Kingston nicht überzeugen. Das liegt wohl weniger an ihm als an der Rolle. Columbo soll davon überzeugt werden, dass Mrs. Matthews die Mörderin sei. Gleichzeitig muss Kingston den Eindruck erwecken, als sträube er sich am meisten gegen diesen Verdacht, den er doch ständig ausstreut. Das kann nicht gutgehen. Positiv vermerkt werden darf der Auftritt von Mary Wickes als Vermieterin, die dem ungeduldigen Inspektor anhand eines Fotoalbums ihre gesamte Lebens- und Familiengeschichte zu erzählen versucht. Ein weiterer Lichtblick ist der »clue«, den Täter nicht aufgrund eigener Fingerabdrücke, sondern der des Inspektors zu überführen.“
Der Drehbuchautor Jackson Gillis war 1972 für einen Emmy in der Kategorie Outstanding Writing Achievement in Drama nominiert.